# Camille Claude
Pour les articles homonymes, voir Claude.
Camille Claude est un homme politique français né le 20 décembre 1826 à Toul (Meurthe) et décédé le 19 août 1876 à Toul.

## Biographie
Camille Claude est le fils d'une famille de vignerons  de Foug et de propriétaire Toulois. 
Son père, François Claude a fait des études de droit et acheté une charge d'avoué à Toul. Il a un frère né en 1822, Firmin Claude et les deux frères ont fait des études supérieures. Camille alla dans le collège de Toul, le petit séminaire de Pont-à-Mousson puis à Paris le collège Stanislas avant de faire comme son frère des études de droit et sorti docteur en 1850. 
Il reprend la charge d'avoué à Toul de son père en 1854, tandis que son frère, proche de Ernest Picard, ouvre un cabinet à Nancy. Il se marie le 25 juin 1860 avec Céline Thévenin, fille d'un riche propriétaire qui apporte une dot de 40 000 francs et son réseau familial. 
Membre du Comité agricole de Toul, membre la Société des Amis de l'Instruction fondée par Jean Macé rassemblant un grand nombre de républicains, il devient conseiller municipal de Toul en 1865 malgré l'hostilité du sous-préfet. Il participe ensuite financièrement à la fondation du quotidien républicain de Nancy Le Progrès de l'Est. Il devient conseiller général sous le Second Empire. Le Traité de Francfort qui met fin à la Guerre franco-prussienne ampute le département de la Meurthe de près de la moitié de sa superficie donnée au nouvel Empire Allemand. L'arrondissement de Briey, Mosellan depuis 1790, reste Français (sauf quelques villages). Il est rattaché au département de la Meurthe formant le nouveau département de Meurthe-et-Moselle dont la préfecture reste Nancy.
Camille Claude est élu député de Meurthe-et-Moselle sans avoir posé directement sa candidature en 1871 puis en 1876, sans concurrent. Il siège durant ses deux mandatures dans le groupe de la Gauche républicaine. Il meurt le 21 août 1876 sur la route de Ménil-la-Tour à Toul. En compagnie de ses deux fils et de son neveu, il est soit frappé par la foudre soit tué par le choc du timon de la voiture lors d'un violent orage qui a effrayé les chevaux. Le 24 août 1876 des obsèques religieuses  se passèrent dans l'église Saint-Gengoult à Toul tandis qu'au cimetière une cérémonie maçonnique eut lieu.
Firmin Claude fit une carrière de magistrat et devint président de la cour de Cassation tandis que René Claude devint ingénieur des Arts et Manufactures et est le grand-père de Hervé Claude, journaliste et écrivain.

## Sources
- Jean El Gammal, François Roth et Jean-Claude Delbreil, Dictionnaire des Parlementaires lorrains de la Troisième République, Serpenoise, 2006 (ISBN 2-87692-620-2 et 978-2-87692-620-2, OCLC 85885906, lire en ligne), p. 142-143
- « Camille Claude », dans Adolphe Robert et Gaston Cougny, Dictionnaire des parlementaires français, Edgar Bourloton, 1889-1891 [détail de l’édition]